# Bar du sud
Pour plus de détails, voir Fiche technique et Distribution.
Bar du sud est un film français réalisé par Henri Fescourt et sorti en 1938.

## Synopsis
Le baron Arnold, un homme d'affaires, emmène sa jeune femme en Afrique où il la charge de séduire le capitaine Olivier, un officier de renseignements. Ce dernier éclaire la baronne sur les activités peu recommandables de son époux : trafiquant d'armes et entrepreneur de révolutions. En représailles, les agents d'Arnold tentent vainement de tuer le capitaine Olivier. Démasqué, Arnold se suicide. La baronne retourne en France et renonce ainsi à celui qu'elle aimait, le capitaine Olivier.

## Fiche technique
- Titre : Bar du sud
- Réalisation : Henri Fescourt
- Scénario : André Beucler
- Dialogues : Jacques Chabannes, Jean Mamy
- Producteur : Claude de Bayser
- Musique : Jacques Belasco, Jane Bos
- Photographie : Raymond Agnel
- Décors : Jean Douarinou
- Société de production : Films Claude de Bayser
- Pays de production :  France
- Format : Son mono - Noir et blanc - 35 mm  - 1,37:1
- Genre : Film dramatique
- Durée : 91 minutes
- Date de sortie : France - 23 mars 1938
- Affiche : Roger Rojac (France)

## Distribution
- Charles Vanel : Le capitaine Olivier
- Tania Fédor : Elsa
- Jean Galland : Le baron Arnold
- Lucas Gridoux : Malou-Kahim Pacha (as Lucas-Gridoux)
- Lucien Gallas : Stavrotchek (as Lucien Galas)
- Ernest Ferny : Le colonel
- Joë Hamman : Denis
- Dolly Davis : Mimi Pinson - une entraîneuse de bar
- Nane Germon : Gisèle
- Jean Appert
- Héléna Manson
- Pierre de Ramey